# Gölen (Mjölby socken, Östergötland)
Gölen är en sjö i Mjölby kommun i Östergötland och ingår i Motala ströms huvudavrinningsområde.